# خفاش ایندیانا
خفاش ایندیانا (نام علمی: Myotis sodalis) نام یک گونه از تیره خفاش‌ناهیدی است.